# Aimé Jacquet
Aimé Jacquet Étienne (* 27. listopadu 1941, v Sail-sous-Couzan, Francie) je bývalý francouzský fotbalista a trenér.
Jako hráč působil v týmech AS Saint-Étienne (1961-1973) a Olympique Lyon (1973-1976). Se svými týmy vyhrál francouzskou ligu v letech 1964, 1967, 1968, 1969 a 1970. Rovněž vyhrál francouzský pohár v letech 1962, 1968 a 1970. Za svou hráčskou kariéru nastoupil ke dvěma mezistátním utkáním.
Jako trenér vedl na klubové úrovni Olympique Lyon (1976-1980), Girondins de Bordeaux (1980-1989), Montpellier HSC (1989-1990) a AS Nancy-Lorraine (1990-1991). Získal celkem tři tituly vítěze francouzské ligy v letech 1984, 1985 a 1987, také dva tituly vítěze francouzského poháru v letech 1986 a 1987. Na mezinárodním poli působil jako trenér francouzské fotbalové reprezentace v letech 1993-1998. Na domácím mistrovství světa v roce 1998 vybojovat titul mistrů světa.
Aimé Jacquet je nositelem vyznamenání Řádu čestné legie kdy byl z původní hodnosti rytíř povýšen na důstojníka.